# José Alberto Martínez

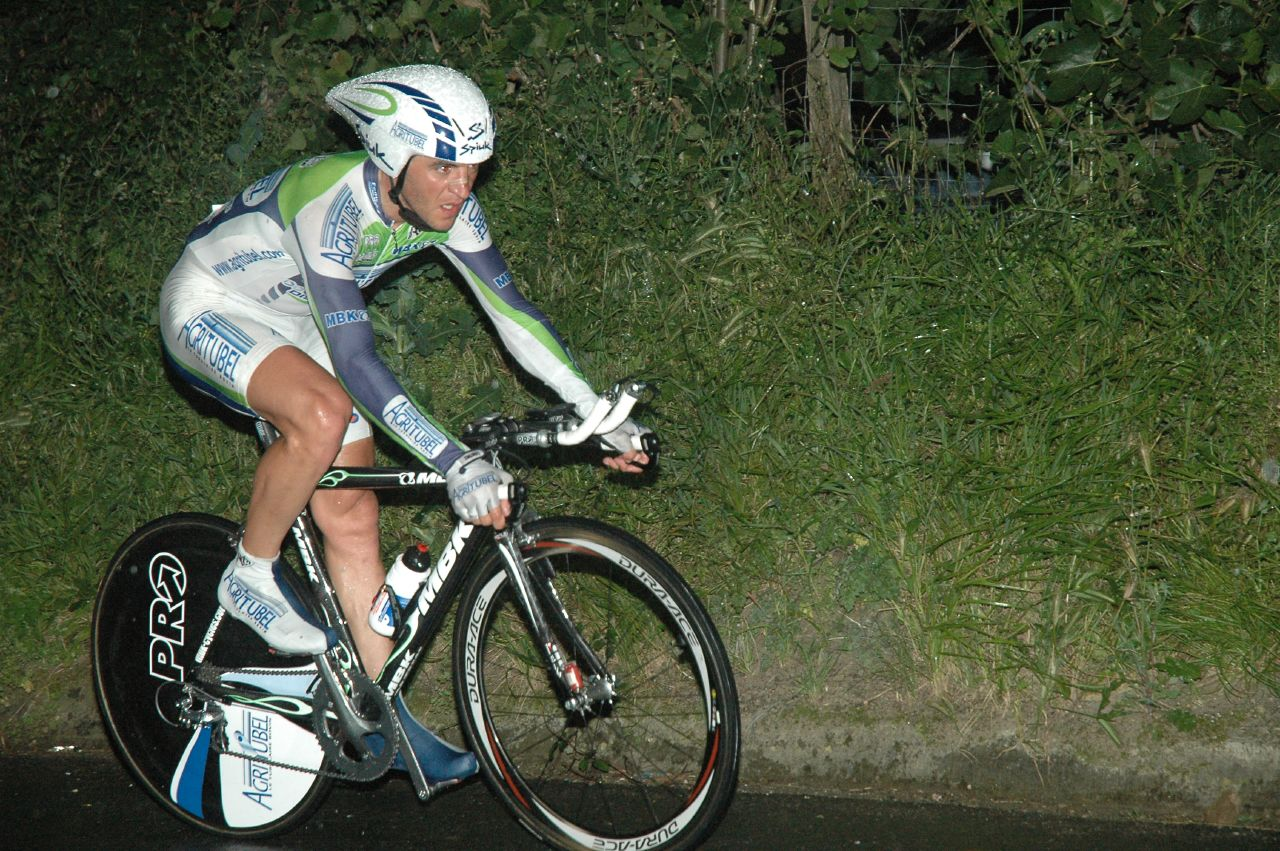
José Alberto Martínez bei der Euskal Bizikleta 2007

José Alberto Martínez Trinidad (* 10. September 1975 in San Sebastián) ist ein ehemaliger spanischer Radrennfahrer.
José Alberto Martínez begann seine Profikarriere 1998 bei dem baskischen Radsportteam Euskaltel-Euskadi. Ein Jahr später konnte er beim Midi Libre mit dem dritten Platz in der Gesamtwertung und einem Etappensieg zum ersten Mal auf sich aufmerksam machen. Bei der Burgos-Rundfahrt 2000 gewann er eine Etappe. 2002 konnte er das stark besetzte Critérium International für sich entscheiden. Nach sechs Jahren wechselte er zur spanischen Mannschaft Relax-Fuenlabrada. Dort blieb er aber nur ein Jahr, bevor er zum französischen Professional Continental Team Agritubel ging. Beim Critérium International 2006 entschied er das abschließende Zeitfahren für sich. Sein Vorsprung auf den späteren Gesamtsieger Ivan Basso betrug nur eine Sekunde. Später gewann er die hoch kategorisierte Bayern-Rundfahrt vor Beat Zberg. Nach der Saison 2007 beendete er seine Karriere.

## Palmarès
2002
- Gesamtwertung Critérium International

2005
- Classic Loire-Atlantique

2006
- Etappensieg Critérium International
- Gesamtwertung Bayern-Rundfahrt

## Teams
- 1998–2003 Euskaltel-Euskadi
- 2004 Relax-Fuenlabrada
- 2005–2007 Agritubel